# 1894年香港潔淨局選舉
1894年香港潔淨局選舉，原預定於1894年6月16日舉行，目的為選出潔淨局中的兩個非官守議員議席。這場選舉只有在該年列在陪審團名單上的人士才擁有資格投票。
由於只有兩個候選人參選，因此這場選舉毋須舉辦，兩人自動當選為潔淨局非官守議員。法蘭些士是第三次參與潔淨局的選舉，而這次是他連續第三次當選。
在這場選舉舉辦期間，香港爆發鼠疫，這種傳染性極強的疾病導致香港受嚴重影響。這場鼠疫帶挈了社會討論有關潔淨局的組成和權力問題。定例局非官守議員何啟建議將潔淨局改組成一市議會，並擁有比以往更高的權力和能力。
1896年，當社會討論有關潔淨局應以非官守或官守議員佔多數的問題時，討論越演越烈。最後，政府舉辦了一場公投去決定結果。然而，這場公投所帶出的市民意願並未對潔淨局造成任何影響，由這場選舉產生的兩個議員延續任期至1899年12月。

## 結果
| 1894年香港潔淨局選舉 |        |                  |          |          |
| 政黨                 | 政黨   | 候選名單         | 票數     | 百份比   |
|                      | 無黨籍 | 法蘭些士         | 自動當選 | 自動當選 |
|                      | 無黨籍 | 羅拔．堅拿維．利 | 自動當選 | 自動當選 |